# Luc Vuylsteke de Laps

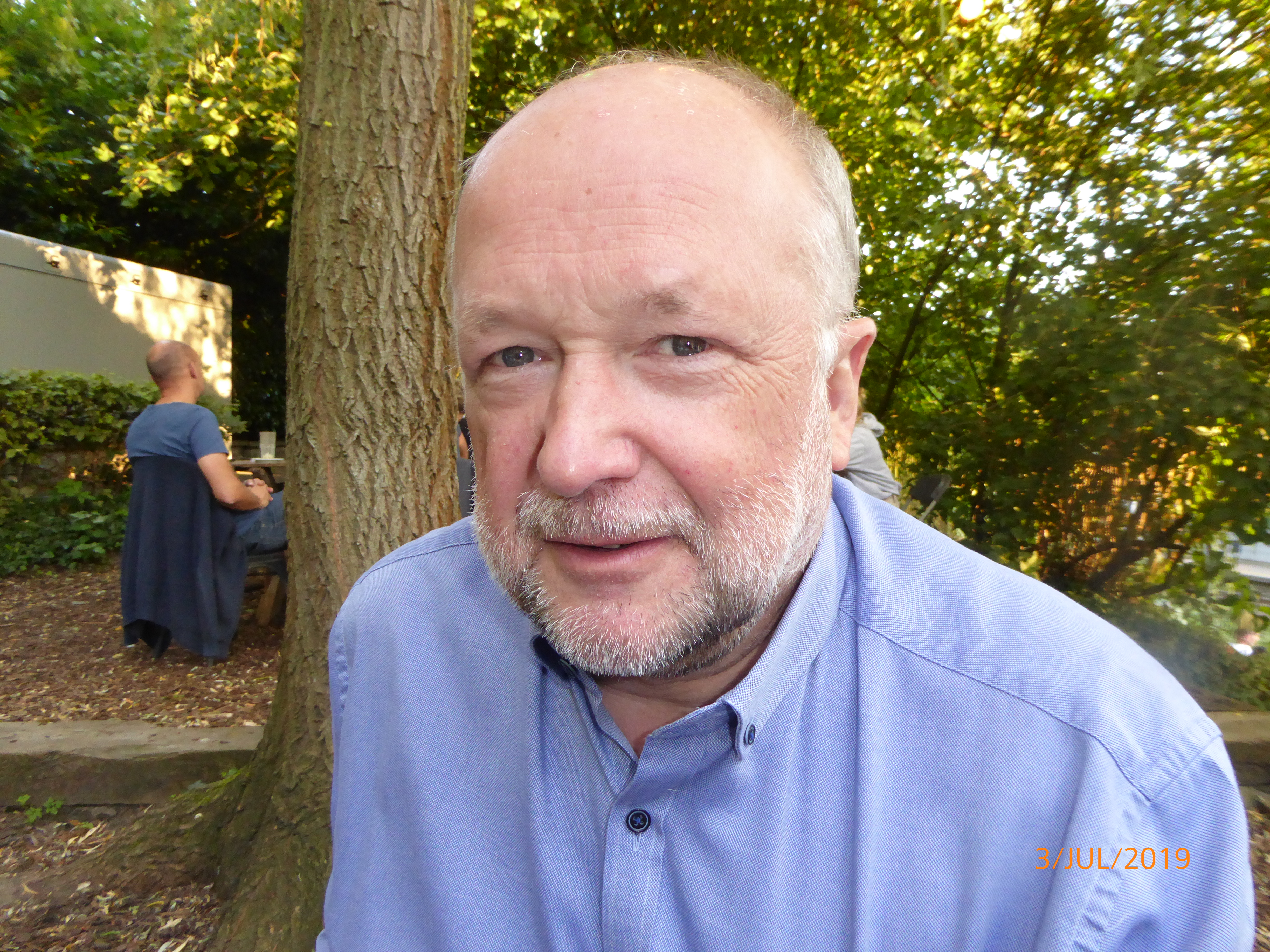
Luc Vuylsteke de Laps

Luc Vuylsteke de Laps (Mortsel, 10 november 1955) is een Belgisch politicus voor de CVP / CD&V. Hij was burgemeester van Hove. 

## Levensloop
Vuylsteke de Laps doorliep zijn secundair onderwijs aan het Onze-Lieve-Vrouw college te Antwerpen. Vervolgens studeerde hij Farmaceutische Wetenschappen aan het RUCA en de Vrije Universiteit Brussel (VUB), alwaar hij afstudeerde in 1981.
Hij was burgemeester van Hove van 1989 tot 2012. Van 2004 tot 2014 was hij daarnaast achtereenvolgens adviseur op het kabinet van de ministers van Welzijn, Volksgezondheid en Gezin Inge Vervotte (2004 - 2007), Steven Vanackere (2007 - 2008), Veerle Heeren (2008 - 2009) en Jo Vandeurzen (2009 - 2014).
In 2015 werd hij kabinetschef van de Antwerpse gedeputeerden Ludwig Caluwé en Peter Bellens, in 2018 opgevolgd door Kathleen Helsen.
Sedert 1 januari 2019 is hij voor de kartellijst 'Fan van Hove' (CD&V/Open-Vld) eerste schepen in Hove met de bevoegdheden financiën, lokale economie en omgeving. Dit mandaat oefende hij drie jaar uit. Begin 2022 werd hij opgevolgd door partijgenoot Wim Bollaert. Sedert 1 januari 2022 is hij voorzitter van de Hovese gemeenteraad.